# Newtownmountkennedy
Newtownmountkennedy (auch Newtown Mountkennedy oder Newtown Mount Kennedy, irisch Baile an Chinnéidigh; dt.: „Kennedys Ort“) ist ein Dorf im County Wicklow im Osten der Republik Irland an der Irischen See. Die Einwohnerzahl Newtownmountkennedy wurde bei der Volkszählung 2022 mit 3539 Personen ermittelt, womit sich die Einwohnerzahl seit 1991 um die Hälfte erhöht hat. Es soll sich bei Newtownmountkennedy um den längsten Ortsnamen in der Republik Irland handeln.

## Lage
Newtownmountkennedy liegt etwa sechs Kilometer südsüdöstlich von Greystones und etwa 14 Kilometer nordnordwestlich von Wicklow am Ostrand der Wicklow Mountains. Der kleine Fluss Altidore fließt durch den Ort. 
Östlich der Siedlung führt die N11 von Dublin kommend nach Wicklow und weiter nach Wexford entlang. Der Mount Kennedy mit 366 Metern erhebt sich etwa drei Kilometer westsüdwestlich von der Gemeinde.

## Geschichte
Die heutige Siedlung entwickelte sich um die frühere Gemarkung Ballygarny, das heutige Mount Kennedy Demesne. Die Namensänderung erfolgte ab 1620 als Sir Robert Kennedy die Ländereien kaufte. Der letzte Kennedy hier starb 1710. 
Am 30. Mai 1798 kam es hier zum Gefecht von Newtownmountkennedy: Etwa 1000 irische Aufständische fochten gegen die überlegenen Briten. Dabei wurden etwa 170 Iren getötet.

## Wirtschaft
In Newtownmountkennedy befindet sich der Hauptsitz von Coillte, dem staatlichen Forstbetrieb der ca. 7 % der Landfläche bewirtschaftet. Seit 2014 befindet sich hier die Brauerei Wicklow Wolf.

## Sehenswürdigkeiten
- St. Matthew’s Church, 1835 errichteter Kapellenbau, der 1844 zur Pfarrkirche erhoben wurde. Die Kirchweihe fand aber erst 1895 statt.
- 1865 wurde die St. Joseph’s Church errichtet
- Mahnmale für die 1798 getöteten irischen Rebellen

St. Matthew’s Church
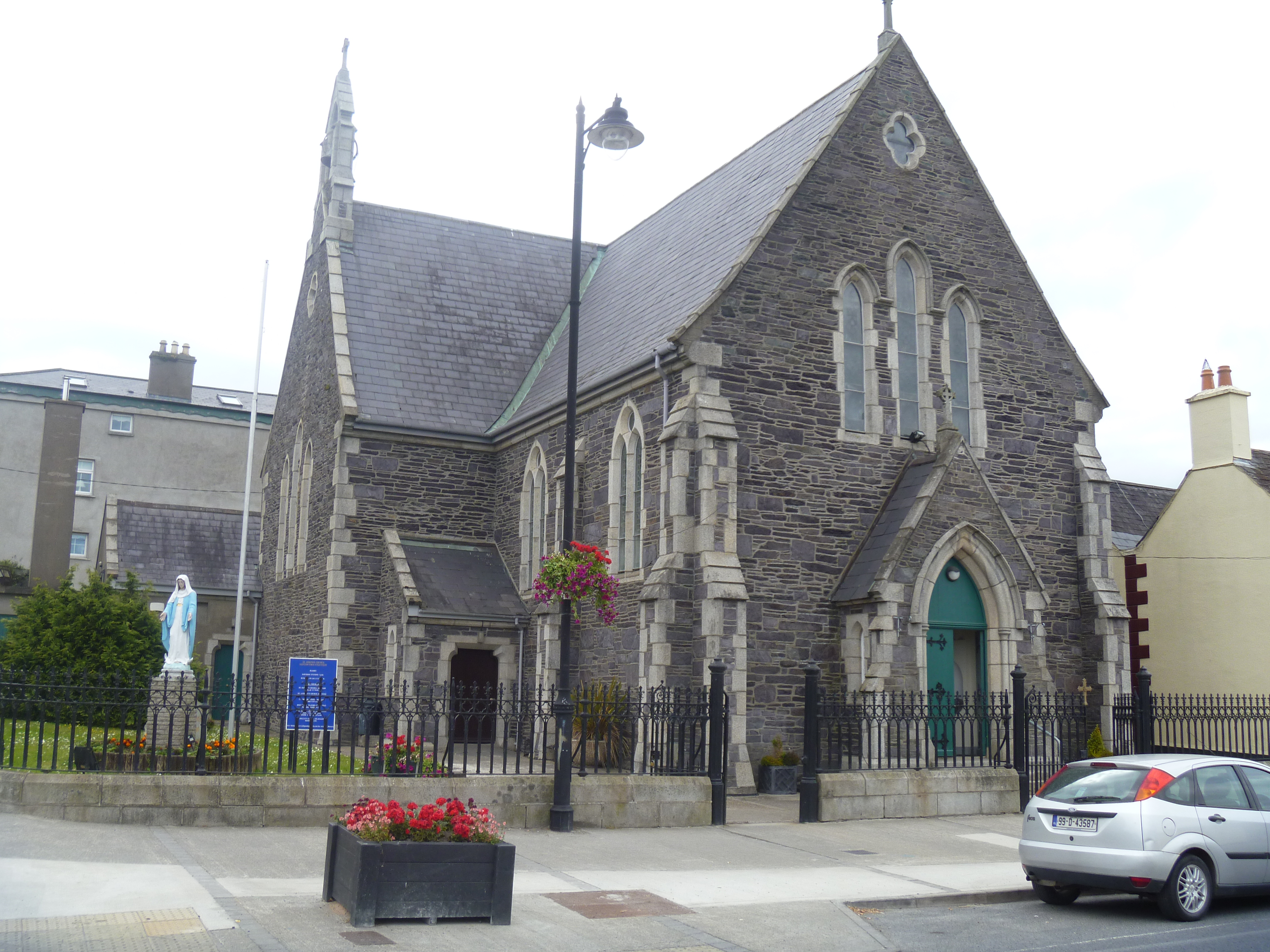
St. Joseph’s Church
Mahnmal
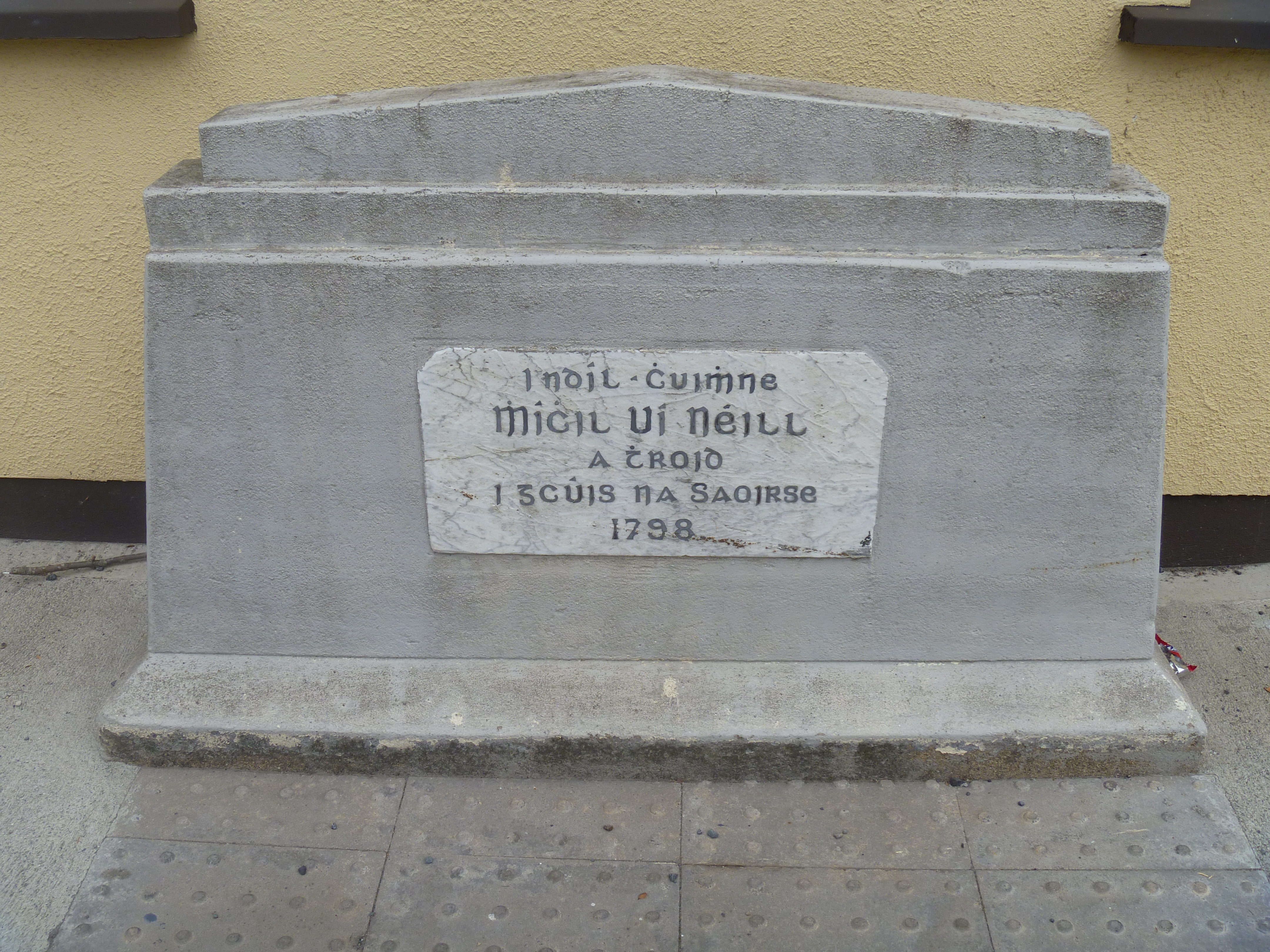
Mahnmal
Mahnmal

## Persönlichkeiten
- Elaine Cassidy (* 1979), Schauspielerin, in Kilcoole aufgewachsen
- Clive Clarke (* 1980), Fußballspieler